# A tanú
A tanú är en ungersk satirfilm från 1969, regisserad av Péter Bacsó. Filmen skapades genom det politiska klimat som rådde då man talade om Ungernrevolten. Fastän den finansierades och först tilläts av myndigheten, förbjöds den sedan, men tilläts sedan, då den visats i andra länder. Filmen visades under Filmfestivalen i Cannes 1981 i Un Certain Regard-sektionen. Uppföljaren kom 1994, och hette "Megint tanú" (svenska: Vittne igen).

### Fotnoter
1. ↑  ”Festival de Cannes: The Witness”. festival-cannes.com. Arkiverad från originalet den 30 september 2012. https://web.archive.org/web/20120930220319/http://www.festival-cannes.com/en/archives/ficheFilm/id/1767/year/1981.html. Läst 5 juni 2009.